# Боговина
Боговина је градско насеље у општини Бољевац у Зајечарском округу у Србији. Према попису из 2022. у насељу је било 908 становника (према попису из 2011. било је 1151 становника).

## РМУ "Боговина"
Рудних мрког угља "Боговина" је један од рудника под власништвом ЈП ПЕУ "Ресавица". Отворен је у рад 1903. године, а 1946. је постао државно власништво. Од тада, РМУ Боговина је произвео 7,2 милиона тона угља, а продукција опада сваке године. Постоји потрага за новим изворем угља, али за сад он није пронађен. Неки становници спекулишу да се налази непосредно близу Боговине Насеља, дела Боговине изграђен за потребе рудника.

## Подела насеља
Насеље је подељено на три главна дела, Боговина Село (око 700 становника), Боговина Насеље (око 300 становника) и Фаца Ваељи (око 100 становника). Боговина Село представља темељ целог насеља, и дан данас остаје главни део села. У његовом саставу се налази РМУ "Боговина". Боговина Насеље је доста касније изграђено, на територији која је некада припадала Подгорцу, оближњем селу. Изграђено је за потребе рудника, где би се нови радници сместили, и живели ближе руднику. То је разлог зашто становници Боговине вуку корене са даљих подручја. Данас се представља као засебна међу-месна заједница под именом Грабовац, али и даље је административно део градског насеља Боговина. Магистрала бр. 391 пролази кроз центар Насеља, што чини виталну конекцију са остатком општине, па и околних општина. Са друге стране, предео под именом Фаца Ваељи (влашки: Fața Vaeļi) је доста већи али и пустошнији од остатка. Обухвата готово 85% територије, али само 8% становништва. Терен је брдовит, и веома слабо насељен. Сматра се да су староседеоци Боговине потекли одавде. Велика већина територије је под шумом. Крећући се ка западу, терен постаје планинарски, са доста стрмијим тереном. На крајњем севеозападу Боговине се налази мали део Пасуљансих Ливада.

## Демографија
Према последњем попису из 2022. године у Боговини је живело 908 становника што је за 243 мање у односу на 2011. када је на попису било 1151 становника. У насељу живи 759 пунолетних становника, а просечна старост становништва износи 46 година (43,86 код мушкараца и 48,24 код жена).
Према подацима пописа из 2022. у насељу има 325 домаћинства, а просечан број чланова по домаћинству је 2,79 а према истом попису у насељу има 562 стамбених јединица од којих је 334 насељених.
Становништво у овом насељу веома је нехомогено, а у последња три пописа, примећен је пад у броју становника.
|             | \| Демографија[4] \| Демографија[4] \| Демографија[4] \| \| Година \| Становника \| Становника \| \| -------------- \| -------------- \| -------------- \| \| 1948. \| 1.753 \| \| \| 1953. \| 2.001 \| \| \| 1961. \| 2.444 \| \| \| 1971. \| 2.086 \| \| \| 1981. \| 1.810 \| \| \| 1991. \| 1.611 \| 1.576 \| \| 2002. \| 1.348 \| 1.367 \| \| 2011. \| 1.151 \| \| \| 2022. \| 908 \| \| |            |
| Демографија | |            |
| Година      | Становника | Становника |
| 1948.       | 1.753 |            |
| 1953.       | 2.001 |            |
| 1961.       | 2.444 |            |
| 1971.       | 2.086 |            |
| 1981.       | 1.810 |            |
| 1991.       | 1.611 | 1.576      |
| 2002.       | 1.348 | 1.367      |
| 2011.       | 1.151 |            |
| 2022.       | 908 |            |

| Етнички састав према попису из 2002.‍ | Етнички састав према попису из 2002.‍ | Етнички састав према попису из 2002.‍ | Етнички састав према попису из 2002.‍ | Етнички састав према попису из 2002.‍ |
| ------------------------------------ | ------------------------------------ | ------------------------------------ | ------------------------------------ | ------------------------------------ |
|                                      |                                      |                                      |                                      |                                      |
| Срби                                 | Срби                                 |                                      | 795                                  | 58,97%                               |
| Власи                                | Власи                                |                                      | 362                                  | 26,85%                               |
| Роми                                 | Роми                                 |                                      | 54                                   | 4,00%                                |
| Југословени                          | Југословени                          |                                      | 14                                   | 1,03%                                |
| Хрвати                               | Хрвати                               |                                      | 13                                   | 0,96%                                |
| Муслимани                            | Муслимани                            |                                      | 10                                   | 0,74%                                |
| Црногорци                            | Црногорци                            |                                      | 8                                    | 0,59%                                |
| Румуни                               | Румуни                               |                                      | 6                                    | 0,44%                                |
| Македонци                            | Македонци                            |                                      | 6                                    | 0,44%                                |
| Словенци                             | Словенци                             |                                      | 2                                    | 0,14%                                |
| Немци                                | Немци                                |                                      | 1                                    | 0,07%                                |
| Бугари                               | Бугари                               |                                      | 1                                    | 0,07%                                |
| Албанци                              | Албанци                              |                                      | 1                                    | 0,07%                                |
| непознато                            | непознато                            |                                      | 14                                   | 1,03%                                |

| Година пописа     | 1948. | 1953. | 1961. | 1971. | 1981. | 1991. | 2002. |
| ----------------- | ----- | ----- | ----- | ----- | ----- | ----- | ----- |
| Број домаћинстава | 490   | 554   | 699   | 578   | 515   | 483   | 423   |

| Број чланова      | 1  | 2   | 3  | 4  | 5  | 6  | 7  | 8  | 9 | 10 и више | Просек |
| ----------------- | -- | --- | -- | -- | -- | -- | -- | -- | - | --------- | ------ |
| Број домаћинстава | 86 | 109 | 59 | 68 | 47 | 28 | 16 | 10 | 0 | 0         | 3,19   |

| Пол    | Укупно | Неожењен/Неудата | Ожењен/Удата | Удовац/Удовица | Разведен/Разведена | Непознато |
| ------ | ------ | ---------------- | ------------ | -------------- | ------------------ | --------- |
| Мушки  | 565    | 135              | 369          | 45             | 13                 | 3         |
| Женски | 579    | 67               | 361          | 127            | 22                 | 2         |
| УКУПНО | 1.144  | 202              | 730          | 172            | 35                 | 5         |

| Пол    | Укупно                    | Пољопривреда, лов и шумарство | Рибарство                            | Вађење руде и камена | Прерађивачка индустрија       |
| ------ | ------------------------- | ----------------------------- | ------------------------------------ | -------------------- | ----------------------------- |
| Мушки  | 286                       | 39                            | 0                                    | 176                  | 21                            |
| Женски | 117                       | 45                            | 0                                    | 33                   | 8                             |
| УКУПНО | 403                       | 84                            | 0                                    | 209                  | 29                            |
| Пол    | Производња и снабдевање   | Грађевинарство                | Трговина                             | Хотели и ресторани   | Саобраћај, складиштење и везе |
| Мушки  | 2                         | 2                             | 4                                    | 1                    | 18                            |
| Женски | 0                         | 0                             | 6                                    | 0                    | 0                             |
| УКУПНО | 2                         | 2                             | 10                                   | 1                    | 18                            |
| Пол    | Финансијско посредовање   | Некретнине                    | Државна управа и одбрана             | Образовање           | Здравствени и социјални рад   |
| Мушки  | 1                         | 4                             | 3                                    | 2                    | 1                             |
| Женски | 0                         | 2                             | 1                                    | 5                    | 5                             |
| УКУПНО | 1                         | 6                             | 4                                    | 7                    | 6                             |
| Пол    | Остале услужне активности | Приватна домаћинства          | Екстериторијалне организације и тела | Непознато            | Непознато                     |
| Мушки  | 2                         | 0                             | 0                                    | 10                   | 10                            |
| Женски | 4                         | 0                             | 0                                    | 8                    | 8                             |
| УКУПНО | 6                         | 0                             | 0                                    | 18                   | 18                            |

## Знамените личности
- Љубиша Аврамеловић "Брка", боксер, петоструки шампион Србије у категорији папир-мува и двоструки шампион Југославије.[7]
- Жика Николић, певач[8]